# 大華新村
大华新村是中華人民共和國上海市寶山區的一個住宅區，规划面积為230万平方米，总面积3.5平方公里，东至沪太路，南至灵石路、新村路，西至真北路，北至汶水路。大华新村始建于1988年的大华新村，截止1996年下半年，大华新村已建成住宅面积80万平方米。